# Весёловский район (Запорожская область)
Весёловский райо́н (укр. Веселівський район) — упразднённая административная единица Запорожской области Украины.
Административный центр — посёлок городского типа Весёлое.

## География
Площадь района — 1128 км² (4 % территории области), он находится в юго-западной части Запорожской области. На западе район граничит с Нижнесерогозским районом Херсонской области, на юге — с Акимовским, на юго-западе — с Мелитопольским, на севере — с Васильевским и Великобелозёрским, на северо-востоке — с Михайловским районами Запорожской области. Расстояние от пгт Весёлое до областного центра г. Запорожье — 124 км.

### Климат
Местонахождение района — степная безводная зона, что влияет на организацию климата. Климат засушлив, количество осадков — не более 400 мм, отличается в разные годы. Каждый третий год — засушливый. Часто засуха повторяется 2, а то и 3 года подряд. Летом сильная жара и часто дуют ветры, преимущественно восточные и северо-восточные. Средняя температура самого теплого месяца — 25 °C, самого холодного — −4 °C. Зима малоснежная. Весна приходит быстро, но бывают заморозки, даже в апреле и мае. Часто дуют ветры, которые быстро высушивают землю. Территория района относится к зоне рискованного земледелия.

### Гидрография
В пределах района насчитывается около 20 искусственных водоемов.
На территории района находятся истоки реки Большой Утлюк.
Также через территорию района проходит сеть каналов Северо-Рогачинской оросительной системы (в том числе Канал Р-3), благодаря этому часть земель в районе орошается (около 35 %). 65 % составляет пахотная сухая низкоурожайная земля.

## История
Район образован в 1923 году.
В 1943 году в боях за освобождение района погибли десятки советских воинов.
17 июля 2020 года в результате административно-территориальной реформы район вошёл в состав Мелитопольского района.

## Население
По данным переписи 2001 года, численность населения составляла 25 656 человек, на 1 января 2013 года — 22 132 человека.

## Административное устройство
Район включает в себя:
| - Поселковых советов: 1 - Сельских советов: 12 | - Посёлков городского типа: 1 - Посёлков: 1 - Сёл: 28 |

### Местные советы[9]
| - Весёловский поселковый совет - Белорецкий сельский совет - Запорожский сельский совет - Зелёногаевский сельский совет - Калиновский сельский совет - Корнеевский сельский совет - Матвеевский сельский совет | - Менчикуровский сельский совет - Гоголевский сельский совет - Новоуспеновский сельский совет - Таврийский сельский совет - Чкаловский сельский совет - Широковский сельский совет |

### Населённые пункты[10]
| с. Авангард с. Беловское с. Белорецкое с. Братолюбовка пгт Весёлое с. Весёлое с. Восход с. Гоголевка | с. Далёкое с. Добровольческое с. Елизаветовка с. Запорожье с. Зелёный Гай с. Зелёный Луг с. Калиновка с. Корнеевка | с. Красавич с. Матвеевка с. Менчикуры с. Мусиевка с. Новоалександровка с. Новоивановка с. Новоукраинка с. Новоуспеновка | с. Озёрное с. Пискошино пос. Таврия с. Чкалово с. Широкое с. Ясная Поляна |

## Экономика
Сельское хозяйство представлено государственными опытными хозяйствами, сельскохозяйственными кооперативами, фермерскими хозяйствами и частными предприятиями. Промышленность в районе развита слабо.

## Известные люди

### В районе родились
- Зубов, Терентий Максимович (1902—1985) — советский военачальник, генерал-майор.
- Конюхов, Фёдор Филиппович — путешественник.
- Паторжинский, Иван Сергеевич (1896−1960) — оперный певец, народный артист СССР (1944).